# Diankabou
Diankabou è un comune rurale del Mali facente parte del circondario di Koro, nella regione di Mopti.
Il comune è composto da 21 nuclei abitati:
- Anakila
- Diankabou–Dogon
- Diankabou–Peulh
- Endem
- Gondogourou-Dogon
- Gondogourou-Peulh
- Kadiawéré
- Kindé
- Kobadié
- Koumbome
- N'Guiroga

- Okeyeri Peulh
- Ouro-Bamguel
- Séguemaran–Dogon
- Séguemaran-Peulh
- Sourindé
- Soye
- Tan-Aly
- Tan-Coulé
- Tan-Samba
- Weldé-Diabé